# Duo pour basson et contrebasse
Le Duo pour basson et contrebasse est une pièce de musique de chambre pour basson et contrebasse d'Albert Roussel composée en 1925.

## Présentation
Le Duo pour basson et contrebasse de Roussel est un duo composé en 1925 à l'intention du contrebassiste et chef d'orchestre Serge Koussevitzky, à l'occasion de sa nomination au grade de chevalier dans l'ordre de la Légion d'honneur.
La partition est datée du 12 juin 1925 et publiée par Durand en 1930 pour basson et violoncelle, puis en 1933 pour basson et contrebasse.
L’œuvre est créée en audition privée lors d'une fête donnée en l'honneur de Koussevitzky, à l'hôtel de Comoedia, à Paris, en 1925, puis en première audition publique le 30 novembre 1937 par Fernand Oubradous et André Navarra lors d'un concert du mardi de La Revue musicale, et par Oubradous et Gaston Marchesini salle Chopin le 23 décembre 1940.
Dans le catalogue des œuvres du compositeur établi par la musicologue Nicole Labelle, la pièce porte le numéro L 35.
La durée moyenne d'exécution du Duo est de quatre minutes environ.

## Discographie
- Albert Roussel Complete Chamber Music (3 CD), par Jos de Lange (basson) et Quirijn van Regteren Altena (contrebasse), CD 2, Brilliant Classics 8413, 2006.